# Oppy
Oppy är en kommun i departementet Pas-de-Calais i regionen Hauts-de-France i norra Frankrike. Kommunen ligger i kantonen Vimy som tillhör arrondissementet Arras. År 2022 hade Oppy 379 invånare.

## Befolkningsutveckling
Antalet invånare i kommunen Oppy
| Referens: INSEE |